# Menos uno
El menos uno (−1) es el número entero negativo mayor que el menos dos y menor que el cero.

## Propiedades matemáticas
- Es el número opuesto de 1, es decir, el número que, cuando se le suma a 1, da 0.
- Tiene algunas propiedades similares pero ligeramente diferentes a las propiedades positivas de (uno); sería un multiplicador de identidad si no fuera por el cambio de signo:  (−1) · x = −x ; según la definición de que x−1 = -x.
- En los números imaginarios, el i^2 es igual a −1.
- El número −1 está presente en la identidad de Euler: {\displaystyle e^{i\pi }=-1\,\!}.
- Es, en informática, un valor inicial para enteros en algunos lenguajes; también se utiliza para mostrar una variable que no contiene nada de informaciones útiles.

## Inversa y elementos invertibles

La función recíproca f(x) = x^{−1} donde para todo x excepto 0, f(x) representa su inverso multiplicativo

La exponenciación de un número real distinto de cero se puede extender a números enteros negativos, donde elevar un número a la potencia −1 tiene el mismo efecto que obtener su inverso multiplicativo: 
x−1 = 1x.
Esta definición se aplica a los enteros negativos, preservando la ley exponencial xaxb = x(a + b) para los números reales a y b.
Un −1 superíndice en f −1(x) representa la función inversa de f(x), donde ( f(x))−1 expresa específicamente un recíproco puntual. Donde f es biyectiva especificando un codominio de llegada de todo  y ∈ Y  para todo valor del dominio x ∈ X, habrá  
f −1( f(x)) = x,  y  f −1( f(y)) = y.
Cuando un subconjunto del codominio se especifica dentro de la función f, su inversa provee una imagen inversa, o preimagen, de ese subconjunto para la función.

### Anillos
La exponenciación con enteros negativos se puede extender a elementos simétricos de un anillo definiendo  x−1 como el inverso multiplicativo de x; en este contexto, estos elementos son considerados unidades.: p.49 
En un dominio polinómico F [x] sobre todo campo F, el polinomio x has no inverse. Si tuviera un simétrico q(x), entonces habría 
x q(x) = 1 ⇒ deg (x) + deg (q(x)) = deg (1)
                ⇒ 1 + deg (q(x)) = 0
                ⇒ deg (q(x)) = −1 
lo cual no es posible, y por lo tanto, F [x] no es un campo. En forma más específica, porque el polinomio no es continuo, no es una unidad en F.

## Propiedades algebraicas
Multiplicar un número por −1 es equivalente a cambiar el signo del número. O sea, para todo x se tiene (−1) ⋅ x = −x. Lo cual se puede demostrar utilizando la propiedad distributiva y el axioma que 1 es el  elemento neutro:
x + (−1) ⋅ x = 1 ⋅ x + (−1) ⋅ x = (1 + (−1)) ⋅ x = 0 ⋅ x = 0.
Donde se ha hecho uso de la propiedad de que todo número x multiplicado por 0 es igual a 0, lo cual se deduce de la cancelación a partir de la ecuación
0 ⋅ x = (0 + 0) ⋅ x = 0 ⋅ x + 0 ⋅ x.
En otras palabras,
x + (−1) ⋅ x = 0,

0, 1, −1, i, y −i en el plano complejo o cartesiano

por lo que (−1) ⋅ x es la inversa aditiva de x, o sea (−1) ⋅ x = −x, como se demostró previamente.

### Cuadrado del −1
El cuadrado de −1, o sea −1 multiplicado por −1, es 1. Por lo tanto, el producto de dos número negativos es positivo.
Una demostración algebraica de este resultado, comienza con la ecuación
0 = −1 ⋅ 0 = −1 ⋅ [1 + (−1)].
La primera igualdad se deriva del resultado precedente, y la segunda es consecuencia de la definición de que −1 es el inverso aditivo de 1: es precisamente aquel número que al ser sumado a 1 da 0. Utilizando la propiedad distributiva, se tiene que
0 = −1 ⋅ [1 + (−1)] = −1 ⋅ 1 + (−1) ⋅ (−1) = −1 + (−1) ⋅ (−1).
La tercera igualdad se establece a partir del hecho que 1 es el neutro multiplicativo. Pero ahora sumando 1 a ambos términos de esta ecuación se obtiene
(−1) ⋅ (−1) = 1.
La demostración previa es válida para todo anillo, un concepto del álgebra abstracta que generaliza números enteros y reales.

### Raíces cuadradas de −1
Si bien no existen raíces cuadradas reales de −1, el número complejo i satisface i2 = −1, y por lo tanto puede ser considerado como la raíz cuadrada de  −1. El único otro número complejo cuyo cuadrado es −1 es −i porque existen exactamente dos raíces cuadradas de todo número complejo distinto de cero, lo cual es una consecuencia del teorema fundamental del álgebra. En el álgebra de cuaterniones —en la cual el teorema fundamental no es válido— que contiene los números complejos, la ecuación x2 = −1 posee un número infinito de soluciones.

## Potenciación a enteros negativos
La potenciación de un número real distinto de cero se puede extender a los enteros negativos. Se define que x−1 = 1x, significando que un número elevado a la potencia −1 tiene el mismo efecto que obtener su recíproco. Esta definición es luego extendida a los enteros negativos, preservando la ley de potencia xaxb = x(a + b) para números reales a y b.
La potenciación a enteros negativos puede ser extendida a elementos no invertibles de un anillo, si se define  x−1 como la inversa multiplicativa de x.
Un −1 que se presenta como un sobreíndice de una función no significa que se debe tomar la recíproca puntual de la función, sino la función inversa de la función. Por ejemplo, sin−1(x) es una notación para la función arcoseno, y en general f −1(x) representa la función inversa de f(x),. Cuando un subconjunto del codominio es especificado en la función, el mismo representa la preimagen del subconjunto para esa función.

## Representación binaria en la computadora
Hay varias representaciones diferentes de −1 y enteros negativos en general en los sistemas informáticos. El más utilizado es el complemento a dos de su forma positiva. Menos uno tiene la misma representación en complemento a dos que el entero positivo 2 n  − 1, donde n es el número de dígitos binarios en la representación (el número de bits en el tipo de datos). Por ejemplo, 111111112 ( binario ) o FF 16 ( hex ) para n  = 8 representa el número −1 en complemento a dos, pero 255 en la representación estándar.